# Петрівка (Миргородський район)
Петрі́вка — село в Україні, у Комишнянській селищній громаді Миргородського району Полтавської області. Населення становить 47 осіб. До 2020 року орган місцевого самоврядування — Черкащанська сільська рада.

## Географія
Село Петрівка знаходиться на відстані 1 км від села Вирішальне. По селу протікає пересихаючий струмок з загатою.

## Легенда про село
Петрівка. Записано в Петрівцях Миргородського району від Костенка Антона Яковича. 
Поряд із Шилівкою, яка розляглася в долині річки Грунь з незапам’ятних часів, коли тут осів козак Шило зі своїм джурою, і Княжою Слободою, що зародилася войовничої княжої доби, притулилася Петрівка — село, яке має свою історію, де жили і живуть люди працьовиті, з відкритою душею і щирим серцем. Хто і коли Петрівку назвав Петрівкою точно дослідити не вдалося, але існує одна цікава давня легенда. Західний куток хутора раніше звався Лейбівкою. Там жив і господарював Лейбин Г. С. (Лейба), що мав 123 десятини землі і маєток, збудований ще за кріпосного права. Далі, за ярком, височів особняк найбагатшого поміщика цих країв пана Черненка (400 десятин землі). Назву Петрівка село отримало саме через нього. 
Одного разу Лейба завітав у гості до сусіда, а той саме майстрував вулики. Того дня було велике релігійне свято, тому Лейба сказав, що негоже працювати в Петрів день. Пан Черненко замислився і надумав задобрити Святого Петра. Він пообіцяв помолитися і пожертвувати церкві значну суму. З тої події господар часто став згадувати апостола, а влітку обов’язково запрошував багато гостей на святкування Петра. Люди говорили, що ідуть на «Петрівку». Відтоді Черненкову садибу та навколишні поселення селян-кріпаків стали звати Петрівкою. 
Першими вільними мешканцями Петрівки стали Костенко Захарій Іванович і його сім’я. Причиною переселення з Донеччини була домовленість між Лейбою та його другом, заможним паном з Донеччини, який саме тут гостював, Договір полягав у тому, що гостеві сподобався собака, і він пропонував обміняти його на 10 коней. Лейба ж забажав отримати не коней, а сім’ю кріпаків для поселення. Відміна кріпосного права застала Захарія якраз в дорозі. Домовленість між панами втратила зміст, а клаптик землі для оселі Костенкам виділив якраз пан Черненко.